# Tryptophol
Le tryptophol est un composé chimique qui provoque le sommeil chez l'être humain. Il est produit par le foie lors d'un traitement médicamenteux au disulfirame, et par le trypanosome responsable de la maladie du sommeil.
On trouve également le tryptophol comme produit secondaire de la fermentation de l'alcool, ainsi il apparaît à hauteur de 0,2  à   0,8 mg/l dans le vin. Il a été décrit pour la première fois par Felix Ehrlich (en) en 1912.

## Chimie
Il peut être obtenu à partir du tryptophane par décarboxylation et remplacement du groupe amine par le groupe hydroxyle.
Il est également possible de l'obtenir par action du 2,3-dihydrofurane sur la phénylhydrazine.
Le tryptophol sert de précurseur pour la synthèse de l'indoramine et du DMT.